# Australiska öppna
För snookerturneringen, se Australian Open (snooker)
Australiska öppna (Australiska mästerskapen), Australia Open (engelska: Australian Open), är en internationell tennisturnering i Australien. Den är en av de fyra internationella Grand Slam-turneringarna och avgörs årligen under två veckor i slutet av januari och i början av februari på hard court-banor i Melbourne. 
Internationella australasiatiska tennismästerskap, som föregångare till Australiska öppna, anordnades första gången 1905. Tävlingen har sedan 1922 haft ett rent australiskt värdskap.

## Historik

### De första åren
Australiska nationella mästerskap i tennis spelades första gången 1880 i Melbourne. I samband med bildandet av Australasiatiska Lawn Tennis-Förbundet 1904 blev mästerskapen internationella och spelades första gången som sådana 1905. Det nya förbundet hade bildats enligt ett beslut av New South Wales Lawn Tennis Association att Australien och Nya Zeeland skulle uppträda som en nation (Australasien) i tennissammanhang.
Tävlingen spelades på gräs på Warehousemen's Cricket Club i Albert Park med Rodney Heath från Melbourne som förste mästare. Han vann tävlingen igen 1910. Nyzeeländaren Anthony Wilding vann mästerskapen åren 1906 och 1909. År 1911 vann den australiske spelaren Norman Brookes. Det är efter honom som segertrofén i herrsingelklassen – Norman Brookes trofé – fått sitt namn.

### Mellankrigstiden
År 1922 deltog för första gången kvinnliga spelare i mästerskapen. Den första segraren på damsidan blev Margaret Molesworth som i finalen besegrade Esna Boyd. Molesworth vann singeltiteln också året därpå.
År 1922 lämnade Nya Zeeland det Australasiatiska förbundet, men det var först 1927, då turneringen flyttat till gräsbanorna i Kooyong i Melbourne, som den bytte namn till Australia Championships, en internationell turnering för amatörspelare.
År 1930 vann den legendariska australiska spelaren Daphne Akhurst för femte gången singeltiteln. Efter henne uppkallades senare damsingeltrofén Daphne Akhurst trofé. 

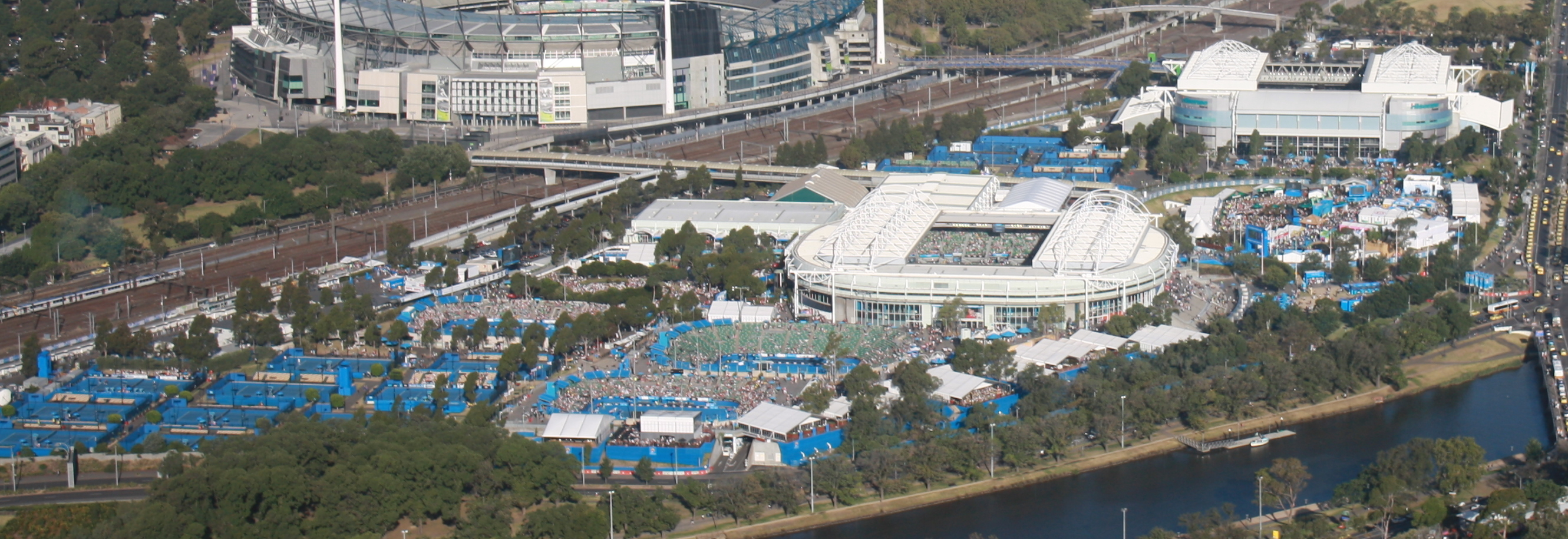
Sedan 1987 avgörs Australiska öppna i Melbourne Park i centrala Melbourne. Överst i bild syns Melbourne Cricket Ground, södra halvklotets efter publikkapacitet största arena.

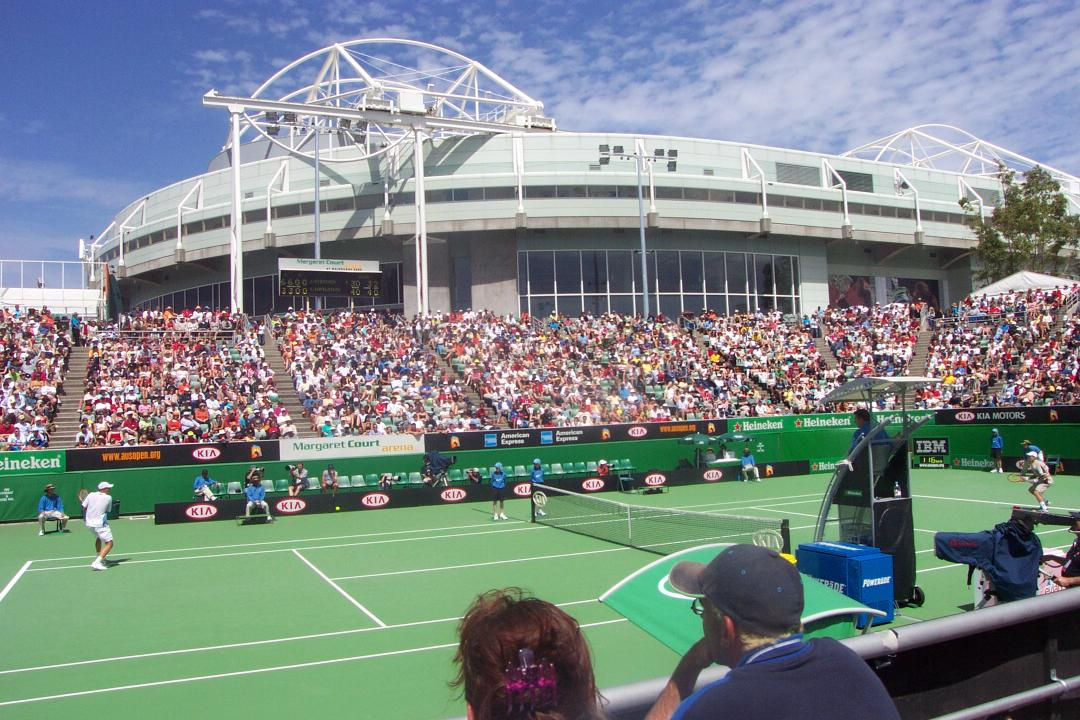
Margaret Court Arena, med huvudarenan Rod Laver Arena i bakgrunden.

Under 1930-talet och framåt spelades turneringen på gräs i olika orter i Australien. Under perioden 1931–1935 vann Jack Crawford fyra singeltitlar. År 1933 var han snubblande nära en äkta Grand Slam, efter seger bland annat i Australiska mästerskapen. Den förste som lyckades med den bedriften att vinna de fyra största internationella turneringarna under en och samma spelsäsong blev emellertid amerikanen Donald Budge (1938). Åren 1936–1950 vann Adrian Quist, Australien, sammanlagt 13 titlar, av vilka tio i dubbel. Detta är än idag rekord bland herrar.   

### Efterkrigstiden
Perioden 1941–1945 gjorde mästerskapen uppehåll under andra världskriget. År 1953 blev den 18-årige australiske spelaren Ken Rosewall den dittills yngste mästaren i herrsingel, medan amerikanskan Maureen Connolly, också 18 år gammal, blev den första kvinnliga spelaren som tog en äkta Grand Slam.
Perioden 1961–1967 vann Roy Emerson, Australien, herrsingeln sex gånger, vilket är rekord. Hans landsman, Rod Laver, vann turneringen tre gånger, varav 1962 och 1969 som ett led i hans dubbla äkta Grand Slam. 
Under 1960-talet och 1970-talet vann Australiens Margaret Smith Court 11 gånger damsingeln (1960–1973). Totalt tog hon hela 21 titlar i turneringen, inklusive dubbel och mixed dubbel. Hennes notering är hittills gällande rekord i turneringen. Evonne Goolagong Cawley vann damsingeln fyra gånger i följd (1974–1977).

### Öppen turnering, Kooyong
Säsongen 1969 blev turneringen öppen för såväl amatörer som professionella spelare och spelades då för första gången som Australian Open (Australiska öppna). År 1973 blev turneringen bofast vid Kooyongs Lawn Tennis Clubs anläggningar i utkanten av Melbourne och spelades fortfarande på gräs. 

### Nedgång, ny spelmånad
Under 1970-talets andra hälft och under 1980-talet förlorade tävlingen i popularitet bland publik och spelare. Trots många spelmässiga höjdpunkter som exempelvis finalmatchen mellan Jimmy Connors och John Newcombe 1975, ansågs anläggningarna föråldrade och inte längre av internationell klass. Samtidigt flyttade man 1977 tävlingen från januari (inledningen av tennissäsongen) till december (säsongens sista tävling).
Inför hotet att turneringen skulle förlora sin status som Grand Slam-turnering, beslöt det australiska tennisförbundet att mästerskapet skulle flyttas till en ny anläggning. Tävlingen flyttades också från december till januari för att spelarna skulle kunna få ett säsongsuppehåll, varför den tävling som skulle ha spelats i december 1986 istället avgjordes i januari 1987.

### Ny tävlingsanläggning
Arbetet med Melbourne Park påbörjades 1985. Anläggningen blev en multidisciplinär idrottsanläggning av högsta internationella klass och stod färdig 1988. Den inrymmer ett flertal asfaltbaserade tennisbanor, med flera ovanlager av polyuretan, glasfiber och andra material (handelsnamn Rebound Ace, senare  Plexipave). Centercourten kallas Rod Laver Arena efter den förre australiske storspelaren. Den är försedd med en takkonstruktion som kan dras för vid regn eller stark hetta.
Första segrare på den nya anläggningen var Mats Wilander (finalbesegrade Pat Cash). I damsingel vann Steffi Graf, som samma år tog sin äkta Grand Slam. Samtidigt med flytten till en ny tävlingsanläggning, flyttade Australiska öppna tillbaka till den gamla platsen i tävlingskalendern i januari.

### 2000-talet
Australiska öppna är numera likvärdig de övriga Grand Slam-turneringarna. Den har under 2000-talet åter blivit populär bland publiken, och tävlingarna ses numera årligen av över en halv miljon betalande åskådare. Turneringen har sedan 2003 officiellt marknadsförts som Grand Slam of Asia Pacific.

## Wild card-slutspelet
I december varje år, månaden före Australiska öppna, spelas ett slutspel där mästaren vinner ett wild card till huvudturneringen. Det är bara australiensare som får delta i denna förturnering, och klasserna är herr- och damsingel.